# Middenweg (Amsterdam)
De Middenweg is een relatief lange straat in Amsterdam-Oost.

## Geschiedenis
De Middenweg ligt al eeuwen in de Watergraafsmeer; van 1817-1920 een zelfstandige gemeente en in 1921 geannexeerd door gemeente Amsterdam, die de naam ongewijzigd overnam. De Middenweg (Middel wech) is reeds te zien op een kaart van 1770 van de Watergraafsmeer. Ze snijdt vanaf de aanleg die polder van noordwest naar zuidoost door midden. De enige belangrijke zijstraat is ook dan al de Kruislaan (Kruis Wech); de kruising ligt centraal in de polder. Op die kruising stond tijden lang een grenspaal. Pas in de Amsterdamse periode kwamen daar de kruisingen Kamerlingh Onneslaan/Hogeweg, Hugo de Vrieslaan/Wethouder Frankeweg en Gooiseweg bij.
De straat begint (ook al in 1770) aan de Oetewalerbrug over de Ringvaart Watergraafsmeer en ligt daar in het verlengde van de Linnaeusstraat. Ter hoogte van Betondorp is er een ventweg met een tegengestelde rijrichting. De weg eindigt 2,5 kilometer verder bij de Rijksweg 10 (Middenwegbrug) en gaat daar verder als de Hartveldseweg. Ze vormt al eeuwenlang de verbinding tussen Amsterdam en Diemen.
Op de kaart van 1770 staat slechts hier en daar een gebouw. De meeste daarvan waren buitenverblijven voor rijke Amsterdammers, die de overvolle stad wilden ontvluchten. Op de kaart staat dan al buitenverblijf Frankendael; het enige buitenverblijf dat de tand des tijds heeft weerstaan. Nog tot de jaren twintig is de polder maar amper bebouwd, al zijn er al panden gebouwd langs de Middenweg. Zo kon in 1907 AFC Ajax nog aan deze weg beginnen met een nieuw speelveld, dat ter hoogte lag van het latere Christiaan Huygensplein, net ten noorden van de kruising met de Kruislaan. In 1934 werd ook een nieuw stadion gebouwd aan de zuidpunt van de polder (Stadion De Meer), dat tot in 1996 gebruikt werd; de club verhuisde toen naar de Amsterdam ArenA.
In de 21e eeuw kent de bebouwing nog steeds open stukken. Zo is daar aan de westkant een park rondom Frankendael en even zuidelijker ligt begraafplaats De Nieuwe Ooster alhoewel die haar ingang heeft aan de Kruislaan. Die begraafplaats ligt deels op de terreinen van de voormalige buitenplaats Roosenburgh. Op de plaats van Stadion De Meer werd de woonwijk Park de Meer gebouwd; straat- en brugnamen voeren terug op de succesvolle periode van AFC Ajax in de jaren zeventig. Daartegenover ligt de wijk Betondorp, vernoemd naar de kleine betonwoningen die er in de jaren twintig zijn gebouwd volgens de principes van de Amsterdamse School. Johan Cruijff werd daar geboren. 
In De Avonden van Gerard Reve spreekt de moeder van de hoofdpersoon Frits van Egters over een echte Middenwegwind als aanduiding van een snijdende oostenwind die vanuit het oosten de stad bereikt.

## Gebouwen
Aan de weg staan gebouwen uit allerlei architectonische tijdvakken. Zo is er het eerder genoemde buitenverblijf, er zijn woningen gebouwd volgens de Amsterdamse School, etc. Aan het zuidelijk eind staat het gemeentelijk monument, Middenweg 460a, Amsterdam, oorlogsarchitectuur.

### Even kant
| Object                             | Bouwperiode | Monumentenstatus      | Omschrijving | Afbeelding |
| ---------------------------------- | ----------- | --------------------- | --- | ---------- |
| Rindijk 1/hoek Middenweg           | 1777        | rijksmonument         | Rechthuis Watergraafsmeer |            |
| Middenweg 18-20                    | 1912/1929   | geen                  | Tot bioscoop omgebouwd zalencomplex Oost-Indië. Eerst heette het het Ooster-Theater, vrij snel gewijzigd in Bio-theater, later weer omgebouwd tot winkeleenheid.                                                                            |            |
| Middenweg 72                       |             | rijksmonument         | Frankendael, laatst overgebleven buitenverblijf in Watergraafsmeer. |            |
| Middenweg 72                       |             | rijksmonument         | Toegangspoort Frankendael |            |
| Middenweg 74 Hugo de Vrieslaan 2-4 |             | rijksmonument         | Emmakerk |            |
| Middenweg 92                       | 1905        | geen                  | Villa ontworpen door Anton J. Joling ten behoeve van schilder Jan Dunselman; plaatselijk bekend als Huize Meerwijk. Ook broer Kees Dunselman heeft hier even gewerkt.                                                                       |            |
| Middenweg 94-96                    | 1901        | geen                  | Onderdeel van aantal dubbele woonhuizen op rij ontworpen door C.F. Luijrink; alle hebben ander uiterlijk |            |
| Middenweg 98-100                   | 1901        | geen                  | Onderdeel van aantal dubbele woonhuizen op rij ontworpen door C.F. Luijrink; alle hebben ander uiterlijk |            |
| Middenweg 102-104                  | 1901        | geen                  | Onderdeel van aantal dubbele woonhuizen op rij ontworpen door C.F. Luijrink; alle hebben ander uiterlijk; zie hier het chaletdak |            |
| Middenweg 110                      | 1894        | geen                  | Vrijstaand woonhuis onder een geknikt zadeldak. Opvallend is de uitkragende kap met chaletstijl. Alleen de voorgevel is nog origineel; alles wat zich daarachter bevindt dateert uit 2018. Ontwerper N. Ooms was aannemer en architect      |            |
| Middenweg 116                      |             |                       | Café Frankendael kwam in 2003 in het nieuws, toen vastgoedondernemer Bertus Lüske daar op de stoep werd vermoord |            |
| Middenweg 122-130                  | 1922        | geen                  | Woningblok zich uitstrekkend tot de Röntgenstraat en Van ’t Hofflaan ontworpen door Jan Gratama. Woningpoject ten behoeve van de Coöperatieve Woning-Vereeniging Watergraafsmeer. Bouwstijl is de verstrakte vorm van de Amsterdamse School |            |
| Middenweg 144-146                  | 1906        | gemeentelijk monument | Dubbele villa getiteld Oude Meer naar een ontwerp van Willem Kromhout |            |
| Middenweg 148                      | 1906        | geen                  | Basis ontwerp voor dit gebouw getiteld Villa Stadwijck kwam van Hendrik Petrus Berlage; bouwstijl is landelijk gecombineerd met rationalisme; er is veel verbouwd zodat een monumentstatus er niet meer inzit                               |            |
| Middenweg ongenummerd              |             | geen                  | Elektriciteitshuisje nabij Middenweg 460a; draagt langs de Middenweg het illegale straatnaambord El Salvadorlaan; geplaatst door Kamp Seedorf naar aanleiding van overlijden Johan Cruijff                                                  |            |
| Middenweg 460a, Amsterdam          | 1943        | gemeentelijk monument | zie artikel Middenweg 460a, Amsterdam |            |
| Middenweg 460-564                  | 1925        | geen                  | Deel van een blok in betondorp ontworpen door Gerrit Versteeg |            |

### Oneven nummers
| Object            | Bouwperiode | Monumentenstatus      | Omschrijving | Afbeelding |
| ----------------- | ----------- | --------------------- | --- | ---------- |
| Middenweg 43      |             | geen                  | Het gebouw heeft geen opvallende architectuur; wel is er in de portiek een artistiek tegeltableau te vinden. |            |
| Middenweg 65-67   | 1881        | geen                  | In 1881 gebouwd kantoor en remise van de Gooische Stoomtram (Station Amsterdam Weesperpoort-Naarden-Hilversum) hetgeen in de gevel vermeld wordt. Gebouwd in de stijl neoclassicisme 19e eeuw, terug te vinden in de pilasters. De tramlijn verdween in 1939 en werd vervangen door een buslijn |            |
| Middenweg 81      | 1928        | gemeentelijk monument | Onderdeel van Linnaeushof 76-92 ontworpen door Alexander Kropholler |            |
| Middenweg 103     | 1896        | geen                  | Woonhuis met uitkragende kap in chaletstijl. Ontwerp en bouwer was H.F. Huij. |            |
| Middenweg 169     |             | geen                  | Gebouw met in de gevel een aantal keren het vermeende Heerlijkheidswapen wapen van Watergraafsmeer (als gemeente) |            |
| Middenweg 231-241 | 1957        | geen                  | complex van J. van Schaik en Piet Zanstra |            |
| Middenweg 253-269 | 1957        | geen                  | complex van J. van Schaik en Piet Zanstra |            |

## Openbaar vervoer
Over de Middenweg reed van 1881 tot 1939 de Gooische Stoomtram naar het Gooi. Van 1922-1940 reed bus A door de straat in 1940 vervangen door tram 9 die op 22 juli 2018 werd vervangen door tram 19. Sinds 1973 reed bus 59 door de straat in 2006 vervangen door bus 41 die daar reed tot 9 december 2023. Voorts is de straat een belangrijke uitvalsroute voor de streekbussen naar het Gooi en Flevoland van de Nederlandsche Buurtspoorweg-Maatschappij en de Flevodienst en hun (rechts)opvolgers.

## Andere Middenwegen
Amsterdam kende al in de 19e eeuw zelf een Middenweg. De straat lag in Oud-West en liep parallel met en tussen de Voorweg en Achterweg en kreeg in 1886 de naam Frederik Hendrikstraat. Het was qua indeling een rommelig gebiedje (rafelrand) dat tot 1877 bestuurlijk onder de gemeente Nieuwer Amstel viel. De straat had een haakse opening naar het Frederik Hendrikplantsoen. Met de bebouwing van de Rombout Hogerbeetsstraat en Zaagmolenbuurt verdween dit industriegebiedje. 
Na de annexatie van de gemeente Sloten in 1921 kwam ook de Middenweg, ook wel Sloterdijkermeerweg, door de Sloterdijkermeerpolder in Amsterdam te liggen. De naam werd echter niet gewijzigd en na de vergraving van de polder tot Sloterplas verdween deze.
Na de vrijwillige aansluiting van Buiksloot bij Amsterdam in 1921 kwam ook de Middenweg in de Buikslotermeer in Amsterdam te liggen. Ook deze naam werd niet gewijzigd en verdween na de bouw van de wijk Buikslotermeer.   